# Jo Kuluk
Jo Kuluk (kirgisisch Жөө Күлүк Jo Kuluk, deutsch ‚Fußgänger‘; internationaler Titel: Running to the Sky) ist ein kirgisisches Filmdrama aus dem Jahr 2019. Regie führte Mirlan Abdykalykov. Der Film feierte am 8. Oktober 2019 beim Busan International Film Festival in Busan (Südkorea) Premiere. Der Film wurde als kirgisischer Beitrag für den besten fremdsprachigen Film bei der 93. Oscar-Verleihung ausgewählt.

## Handlung
Der Film spielt in einer kleinen Stadt in den Bergen Kirgisistans. Der 12-jährige Jekshen lebt dort mit seinem Vater. Der Himmel dominiert alles und die kleine Stadt liegt gedrängt darunter. Der Bauernhof des Vaters liegt in den Berghängen. Das Leben ist hart, aber Jekshen hat ein Talent: er kann schneller laufen als alle anderen Menschen in seinem Umfeld. Ihm selbst gibt das Laufen ein Gefühl von Freiheit und eine ihm wichtige Flucht aus seinem tristen Alltag. Die Mutter hat die Familie verlassen und sein Vater trinkt. Jekshen wird deshalb in der Schule schikaniert. Er hat mit Problemen zu kämpfen, mit denen viele Kinder aus armen Familien rund um den Globus zu kämpfen haben. Sein Sportlehrer möchte sein Lauftalent unterstützen und es zum Vorteil der Schule nutzen. Er setzt Jekshens Vater unter Druck, dass dieser ihm eine neue Laufausrüstung kauft. Doch sein Vater hat weder das Geld, noch kann er es besorgen. Jekshen schämt sich, Leute zu sich nach Hause einzuladen, da alles, was leicht zu Geld gemacht werden konnte, bereits verkauft war und für Alkohol ausgegeben wurde. Nur Teppiche und Kissen, die zu stark abgenutzt waren, um verkauft zu werden, sind noch übrig. Doch nicht alles ist schlecht, denn Jekshen hat Freunde und eine Freundin, die ihm Mut geben. Er gewinnt lokale Rennen. In einem bekommt er etwa eine Ziege, die er mit einem Freund gemeinsam nach Hause trägt.

## Auszeichnungen
Der Film gewann beim Busan International Film Festival den FIPRESCI-Preis, er wurde für den NETPAC-Preis beim Kolkata International Film Festival 2019 und beim Minsk International Film Festival 2019 für den Grand Prix Golden Listapad nominiert.